# Popielatek czarniawy
Popielatek czarniawy, kępkowiec tranowy (Tephrocybe atrata (Fr.) Donk) – gatunek grzybów należący do rodziny kępkowcowatych (Lyophyllaceae).

## Systematyka i nazewnictwo
Pozycja w klasyfikacji według Index Fungorum: Tephrocybe, Lyophyllaceae, Agaricales, Agaricomycetidae, Agaricomycetes, Agaricomycotina, Basidiomycota, Fungi.
Po raz pierwszy zdiagnozował go w 1818 r. Elias Fries nadając mu nazwę Agaricus atratus. Obecną, uznaną przez Index Fungorum nazwę nadał mu Marinus Anton Donk w 1962 r.
Synonimy nazwy naukowej:
- Agaricus atratus Fr. 1818
- Collybia atrata (Fr.) P. Kumm. 1874
- Collybia atrata var. farinosa Rick 1938
- Collybia atrata var. pseudoambusta Maire 1928
- Gymnopus atratus (Fr.) Murrill 1916
- Lyophyllum atratum (Fr.) Singer 1943
- Tephrophana atrata (Fr.) Kühner 1938

Polska nazwa popielatek dla rodzaju Tephrocybe występuje w pracy Barbary Gumińskiej i Władysława Wojewody z 1999 roku (jest tam wymieniony popielatek bagieny Tephrocybe palustris). W 2003 r. W. Wojewoda zaproponował nazwę kępkowiec tranowy, jest ona jednak niespójna z aktualną nazwą naukową. Nazwa popielatek czarniawy występuje m.in. w atlasie grzybów Pavola Škubli.

## Występowanie
W literaturze naukowej na terenie Polski do 2003 r. podano 4 stanowiska. Nowsze stanowiska podaje internetowy atlas grzybów. Popielatek czarniawy (opisany jako kępkowiec tranowy) znajduje się w nim na liście gatunków zagrożonych i wartych objęcia ochroną.
Grzyb wypaleniskowy występujący w lasach i na pastwiskach, na wypaleniskach, często wśród zwęglonych i niecałkowicie spalonych kawałków drewna. Owocniki na ziemi, od września do listopada.

## Gatunki podobne
Na wypaleniskach występują dwa podobne gatunki: popielatek garbaty (Tephrocybe ambusta) i popielatek węglolubny (Tephrocybe anthracophila). Pewne ich rozróżnienie możliwe jest tylko analizą mikroskopową.